# 15374 Teta
15374 Teta eller 1997 BG är en asteroid i huvudbältet som upptäcktes den 16 januari 1997 av de båda tjeckiska astronomerna Miloš Tichý och Zdeněk Moravec vid Kleť-observatoriet. Den är uppkallad efter Teta i tjeckisk mytologi.
Den tillhör asteroidgruppen Hungaria.